# 霜花

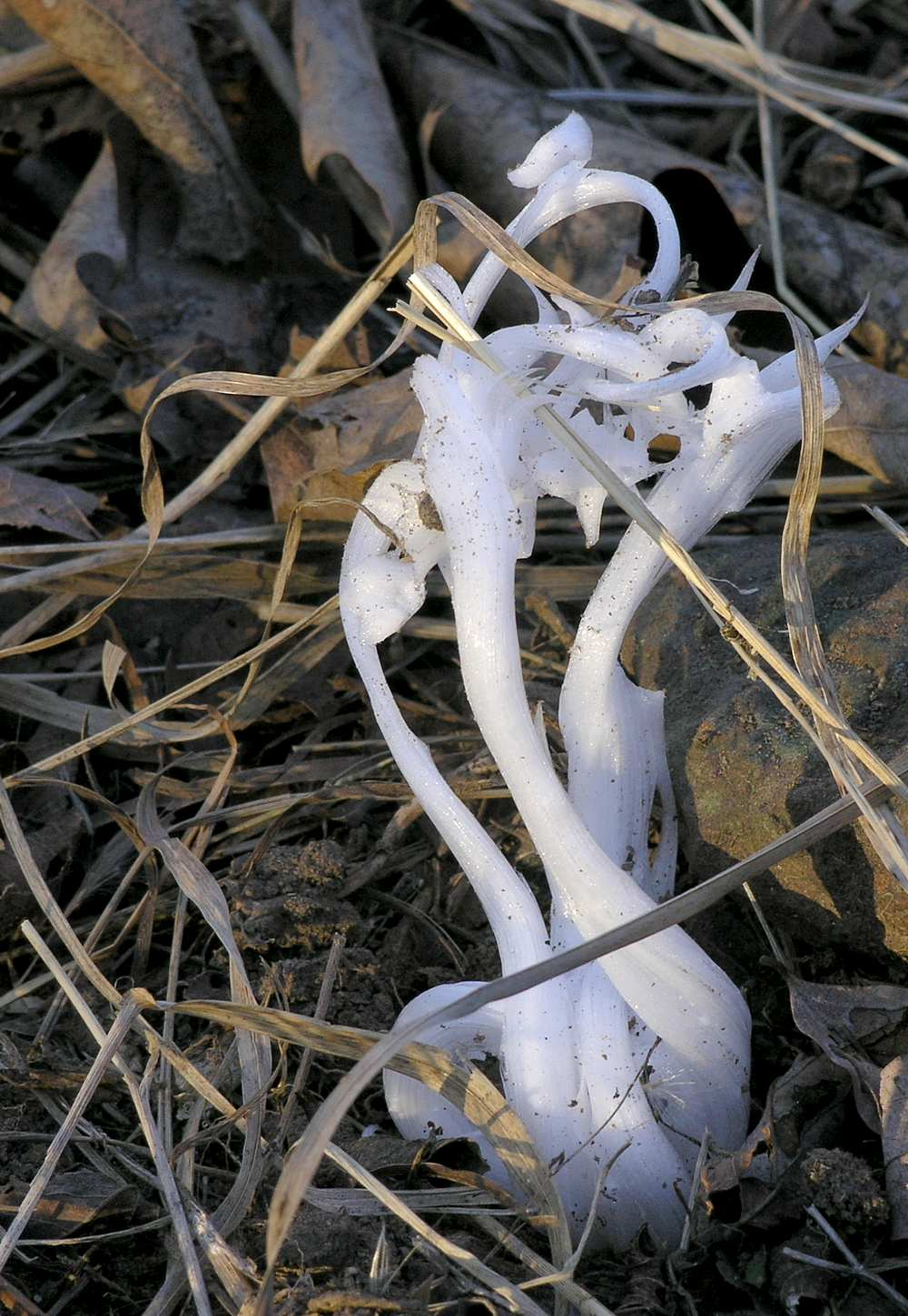
美国奥扎克山脉的霜花

在秋天或早冬，长茎植物挤出的薄冰层时在没有被外力打扰时会形成霜花。 薄冰通常会卷曲成类似于花朵的“花束”其本身沒有生命，溫度升高時會自然融化。

## 类型
霜花形成也被称为冰面、冰城堡、冰花或水晶叶。
霜花的类型包括从土壤的孔隙中提取的针冰、冰柱或冰柱，以及从植物茎中的线性裂縫中擠出的冰帶，霜花一词也被用作冰带的同义词，但它也可以用来描述无关的窗口冰。

## 形成
冰川花朵的形成于地面尚未结冰前的寒冷天气。 植物茎中的芽因结冰扩大，导致沿茎长形成长而细的裂口。 然后通过毛细現象通过这些裂縫析出水，并在与空气接触时结冰。 随着更多的水通过析出吸入，细冰层會被推到距離树干更远的地方，导致形成“花瓣”。
霜花的本體非常微妙，在触摸时会破裂。 它们通常會在阳光下融化或升华，因此通常只在清晨或有阴影地方可见。

通常形成霜花的植物的例子是弗州马鞭菊、互叶马鞭菊和加拿大半日花。 也會在垂落下的松树枝中生长，產生的液压力足以切下树皮。

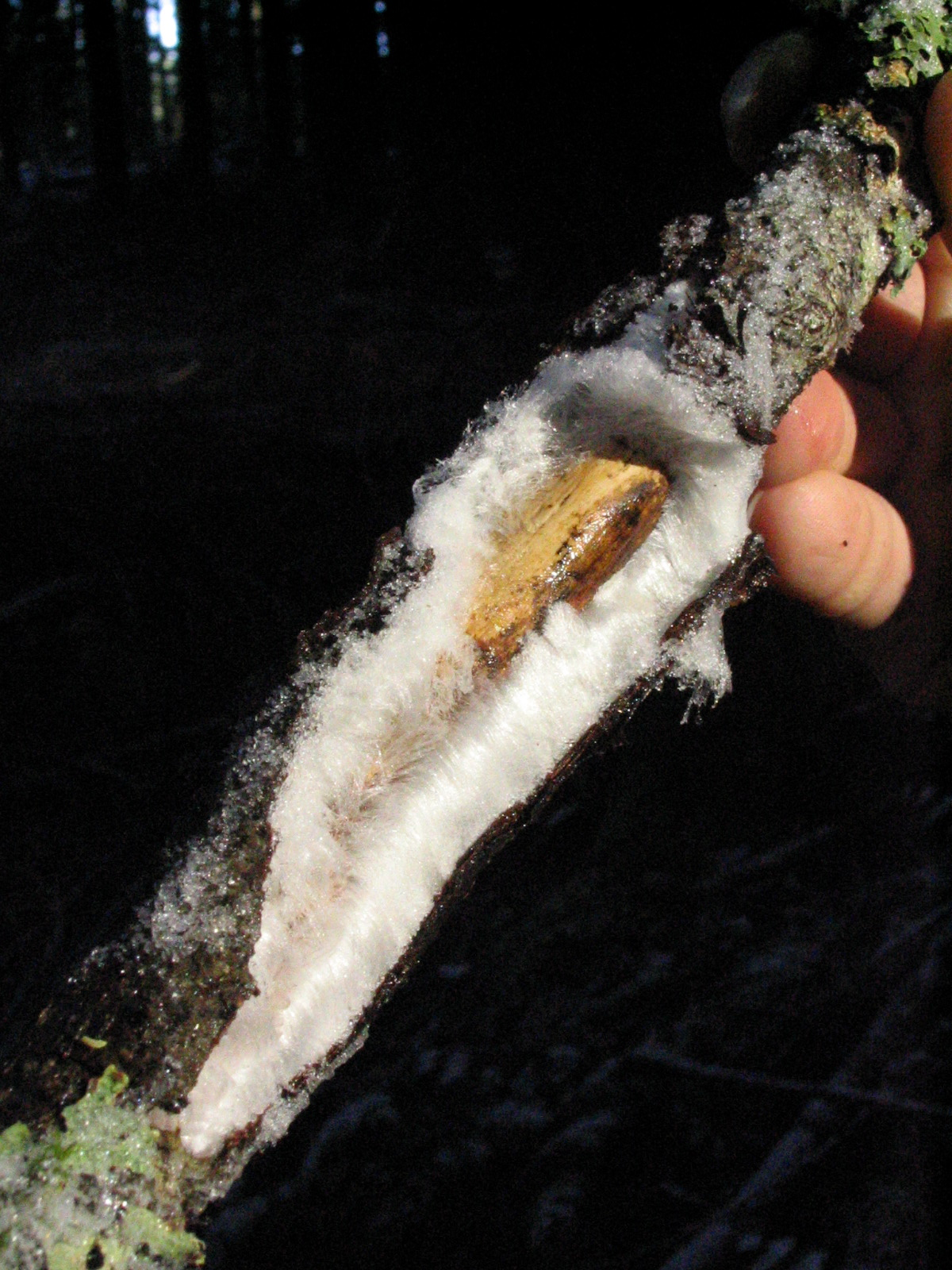
液压力切下树皮的例子
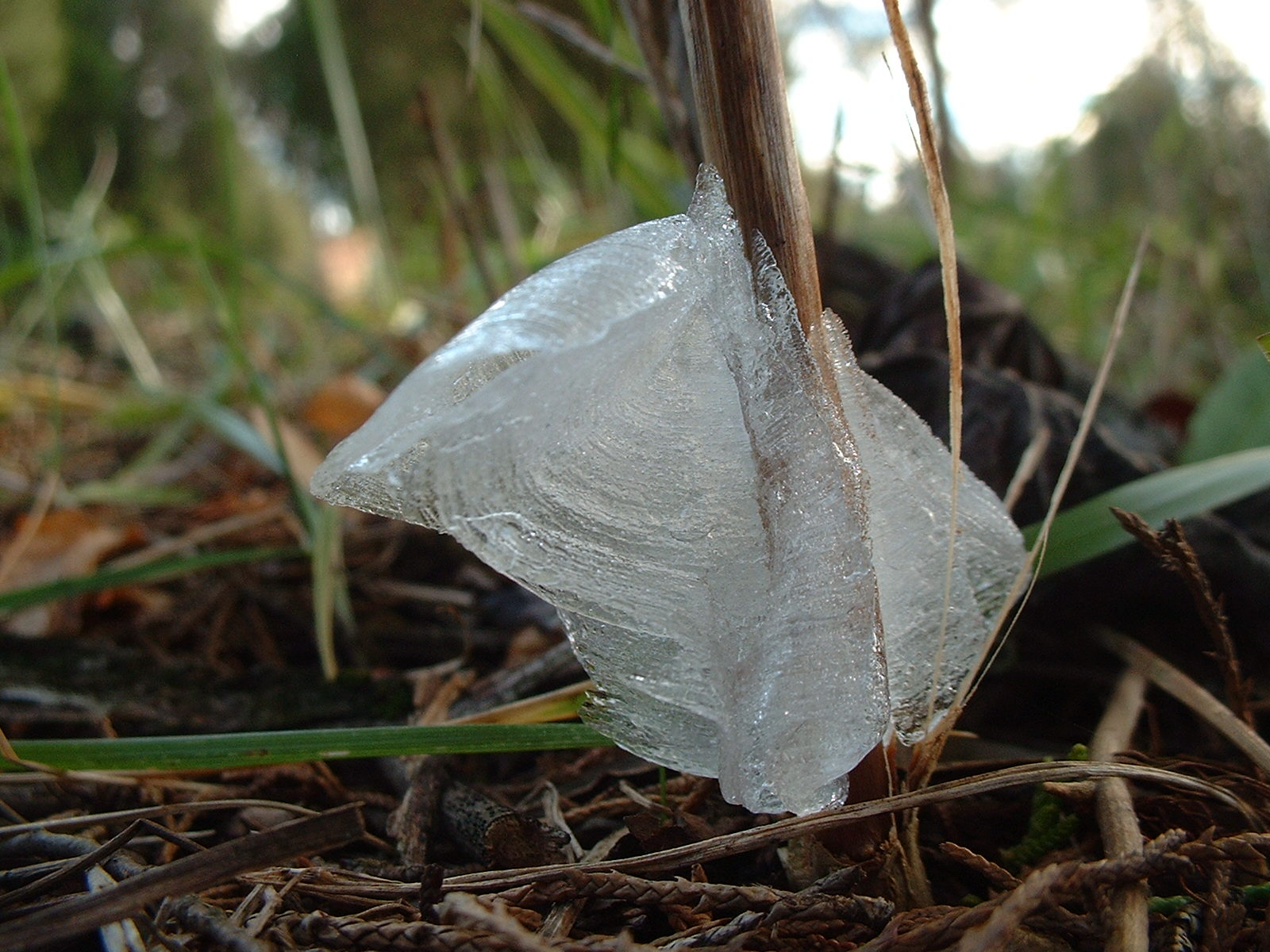
霜花特寫
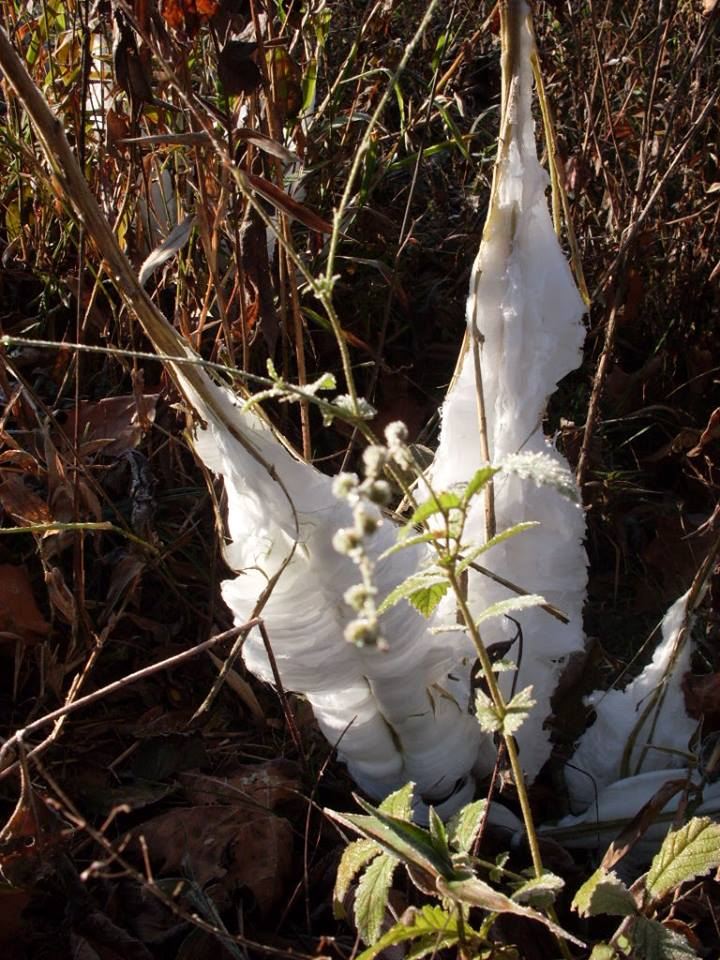
密蘇里州南部黄色铁丝藻（英语：Verbesine alternifolia）上的霜花

## 另見
- 头发冰（英语：Hair ice）
- 针冰（英语：Needle ice）
- 冰藻